# داني كارلتون
داني كارلتون (بالإنجليزية: Danny Carlton)‏ (22 ديسمبر 1983 بليدز في المملكة المتحدة - ) هو لاعب كرة قدم بريطاني في مركز الهجوم. لعب مع غريمسبي تاون ونادي بوري ونادي كارلايل يونايتد ونادي هايد إف سي وLancaster City F.C. ‏ وChester F.C. ‏ ونادي موركامب ودارلينجتون إف سى.

## وصلات خارجية
- داني كارلتون على موقع قاعدة بيانات كرة القدم.إي يو (الإنجليزية)
- داني كارلتون على موقع Soccerbase.com (لاعب) (الإنجليزية)